# Gole (gromada)
Gole (od 31 XII 1961 Cegłów) – dawna gromada, czyli najmniejsza jednostka podziału terytorialnego Polskiej Rzeczypospolitej Ludowej w latach 1954–1972.
Gromady, z gromadzkimi radami narodowymi (GRN) jako organami władzy najniższego stopnia na wsi, funkcjonowały od reformy reorganizującej administrację wiejską przeprowadzonej jesienią 1954 do momentu ich zniesienia z dniem 1 stycznia 1973, tym samym wypierając organizację gminną w latach 1954–1972.
Gromadę Gole z siedzibą GRN w Golach utworzono – jako jedną z 8759 gromad na obszarze Polski – w powiecie grodziskomazowieckim w woj. warszawskim, na mocy uchwały nr VI/10/4/54 WRN w Warszawie z dnia 5 października 1954. W skład jednostki weszły obszary dotychczasowych gromad Cegłów, Gole i Murowaniec ze zniesionej gminy Kaski w powiecie grodziskomazowieckim oraz obszary dotychczasowych gromad Boża Wola, Bronisławów i Żaby ze zniesionej gminy Pass w powiecie pruszkowskim (woj. warszawskie). Dla gromady ustalono 11 członków gromadzkiej rady narodowej.
31 grudnia 1961 gromadę Gole zniesiono przenosząc siedzibę GRN z Goli do Cegłowa i zmieniając nazwę jednostki na gromada Cegłów.